# Boa Vista (Capo Verde)
Boa Vista (che in portoghese significa Buona Vista) è un'isola di Capo Verde, appartenente al gruppo delle isole Barlavento. Il suo territorio appartiene completamente alla contea omonima.

## Geografia

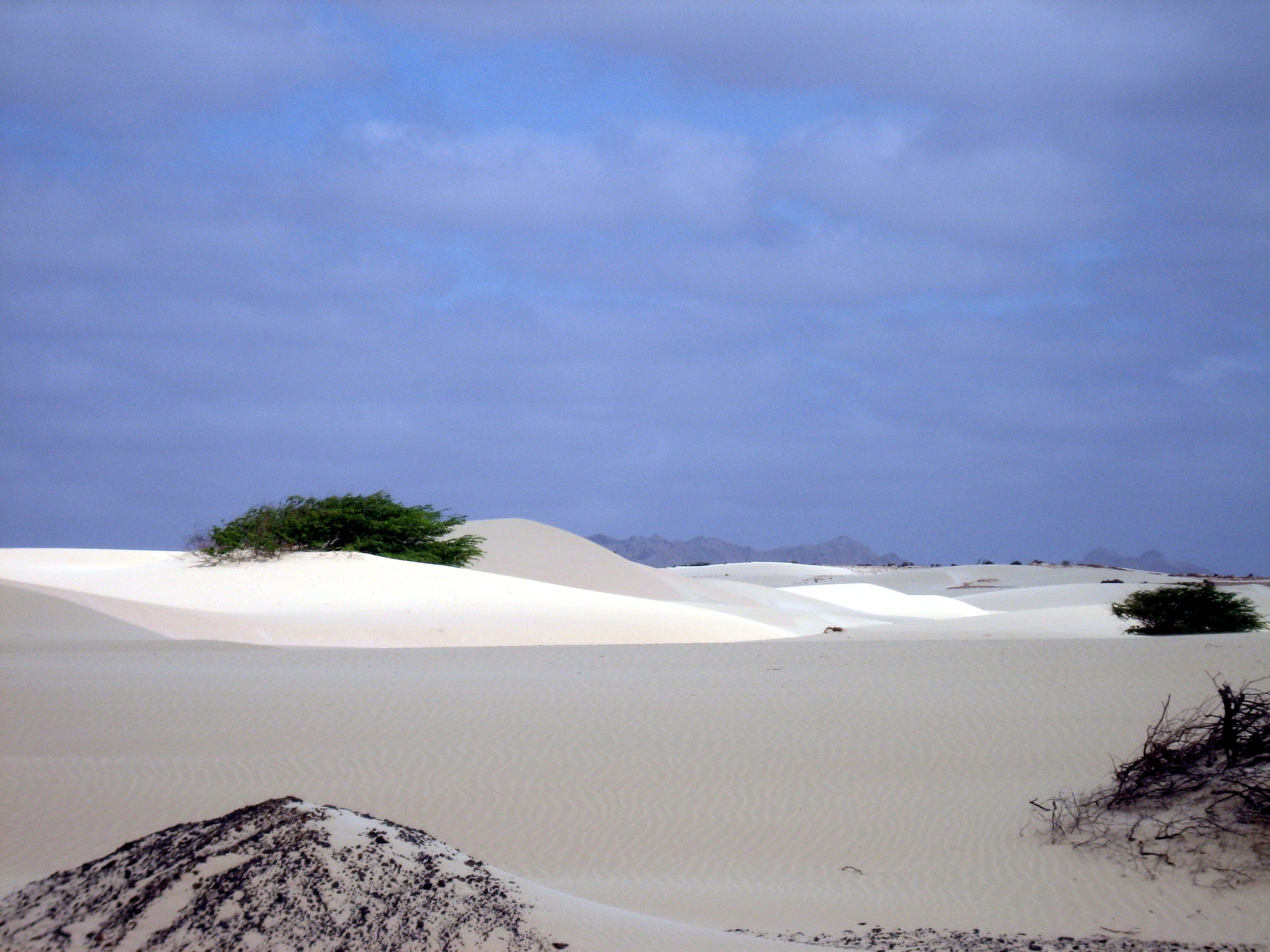
L'entroterra desertico di Boa Vista.

L'isola misura 31 km dall'estremità nord (presso Ponta AntôniaTemplate:Ponta Antônia) a quella sud, e 29 km da ovest a est, per un'area complessiva di 620 km²; è la terza isola dell'arcipelago in ordine di grandezza. È la più orientale del gruppo delle isole Barlavento, ed è situata 455 km a ovest della costa africana.
Il territorio ha subito una progressiva desertificazione, sono infatti presenti due aree desertiche: il Deserto de Viana (sabbioso) ed il Deserto de Santo Tirso.
Il punto più elevato dell'isola è il Monte Estância (387 m); fra gli altri rilievi si possono citare Santo Antônio e Monte Negro. Sull'isola scorre il torrente Ribeira de Rabil, soggetto a grandi piene durante il periodo piovoso.

## Popolazione
Boa Vista era una delle isole meno popolate di Capo Verde, ma l'apertura nel 2007 dell'aeroporto internazionale ha dato un forte sviluppo al turismo. Conseguenza di questo è anche la crescita demografica dell'isola (attualmente stimati 14.000 abitanti, di cui circa 9.000 nel capoluogo Sal Rei, dove si trova il porto mercantile). Lo sviluppo turistico e la richiesta di manodopera attira emigranti dalle altre isole dell'arcipelago, così come dalle vicine coste africane (Senegal, Guinea Bissau, Angola, etc).
Il problema delle abitazioni economicamente sostenibili, per le migliaia di immigrati arrivati con la crescente richiesta di manodopera nel campo turistico, è evidente. La baraccopoli ad est di Sal Rei, dove abitano circa 4.000 persone, è la dimostrazione di come l'amministrazione locale e centrale non sia stata in grado di gestire questo problema. In un paese dove il reddito medio mensile si aggira intorno ai 25.000/30.000 scudi capoverdiani (circa 250,00 €/mese) non è sostenibile una politica edilizia e di commercio paragonabile agli standard europei.
Boa Vista si trova così a dover affrontare diverse problematiche riassumibili in: smaltimento rifiuti (attualmente presente solo una discarica a cielo aperto), approvvigionamenti vari (possibili solo via mare), sanità, infrastrutture in genere.
L'aeroporto localizzato presso Rabil è diventato internazionale dal 2007 (33 voli settimanali in tutto); accoglie solo traffico di passeggeri e non merci.
Sono presenti 6 altri insediamenti (Bofareira - Estancia de Baixo - Joao Galego - Fundo das Figueiras, Cabeça de Tarafes, Povoaçao Velha) molti dei quali con poche decine di abitanti. La popolazione parla una variante locale del creolo capoverdiano.

## Economia

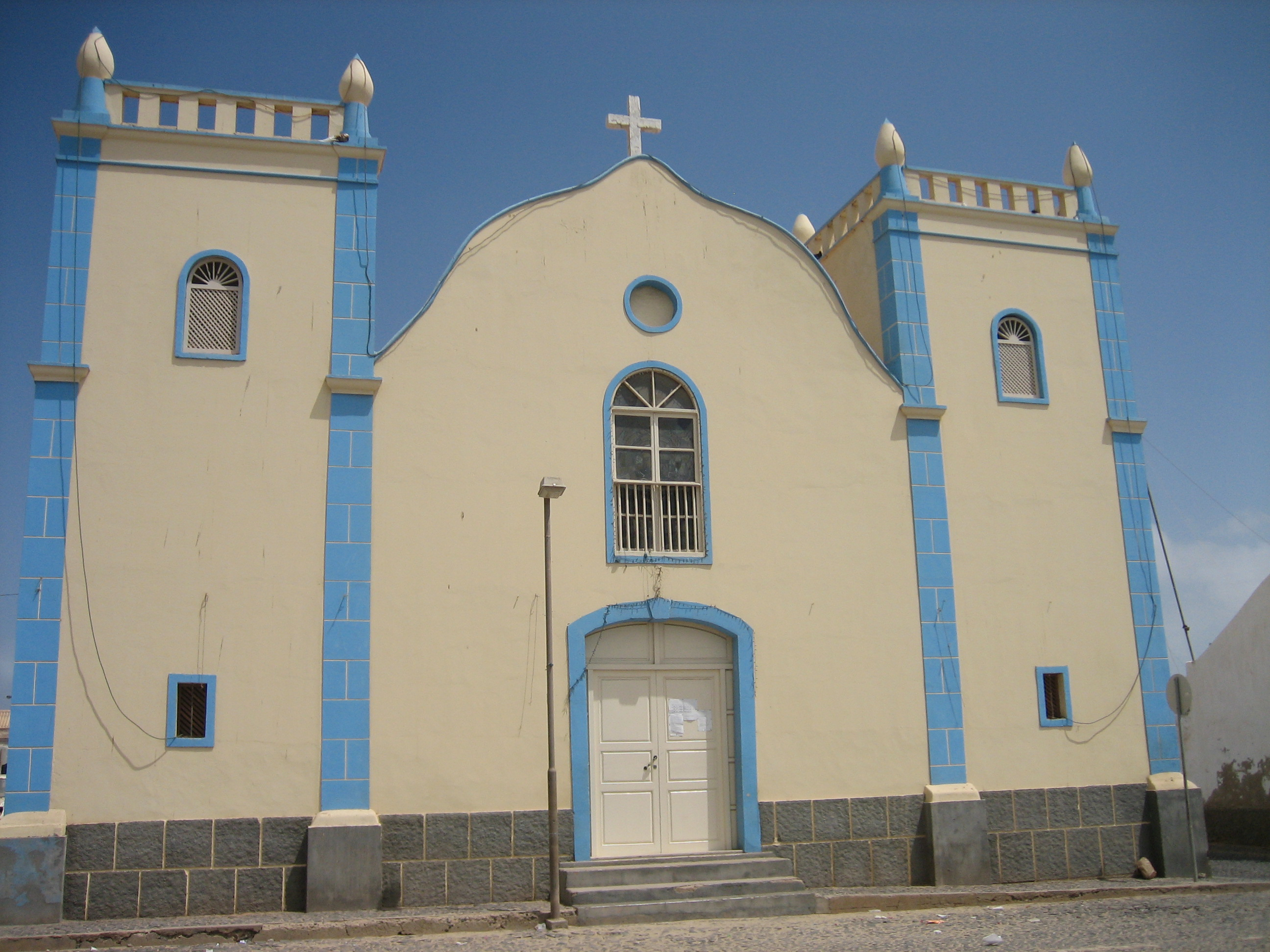
Chiesa di Santa Isabella, Sal Rei.

L'economia era un tempo basata sull'agricoltura, ma l'impoverimento del suolo ha portato al declino di questa attività a favore della produzione di sale (ormai scomparsa anche questa) e di datteri.
Un ruolo crescente nell'economia di Boa Vista è svolto dal turismo in forte espansione; l'isola è rinomata per la sua popolazione di tartarughe marine (caretta caretta), che vengono a nidificare tra luglio e settembre ed anche per una piccola popolazione di megattere (300 individui geneticamente isolati) che si riproducono nelle sue acque nel periodo tra febbraio-maggio; le spiagge ancora incontaminate, le dune - da non perdere la visita del deserto de Viana e la musica tradizionale.

## Strutture ed infrastrutture
A Boa Vista si trovano scuole di diversi livelli, l'ospedale, il porto (in costruzione), l'aeroporto, alcune chiese e 6 strutture alberghiere e diversi piccoli B&B. Si trovano attualmente 3 strade asfaltate: la prima collega l'aeroporto con Sal Rei e Rabil, la seconda il paesino Bofareira al capoluogo Sal Rei, e la terza collega l'aeroporto internazionale alla costa sud, dove si trova la spiaggia di Lacaçao ed il più grande albergo dell'isola (Riu-Touareg /1000 stanze).
Il resto delle comunicazioni stradali sono costituite da strade lastricate con pietra e piste sterrate.

## Insediamenti
Oltre a Sal-Rei, capoluogo della contea, i principali insediamenti di Boa Vista sono: Bofareira, Cabeça de Tarafes, Curral Velho (paese semidistrutto e disabitato), Estância de Baixo, Fundo das Figueiras, João Galego, Povoação Velha, Rabil (prima capitale dell'isola).

## Politica
La Camara Municipal è l'ente di governo principale dell'isola. Il presidente attuale è Claudio Mendonça, lista PAICV.

## Amministrazione

### Gemellaggi
È gemellata con:
- Zocca, dal 2014